# Wybory do Kongresu Stanów Zjednoczonych w 2012 roku
Wybory parlamentarne w Stanach Zjednoczonych w 2012 roku odbyły się 6 listopada 2012 równolegle z wyborami prezydenckimi. Wybierano cały skład Izby Reprezentantów i 1/3 składu Senatu. W wyniku wyborów republikanie utrzymali większość w Izbie (lider partii John Boehner pozostał tym samym spikerem), zaś demokraci utrzymali większość w Senacie.

## Izba Reprezentantów

Mapa wyników w poszczególnych okręgach.
Okręgi utrzymane przez demokratów
Okręgi przejęte przez demokratów
Okręgi wzięte przez republikanów
Okręgi utrzymane przez republikanów

Okręgi utrzymane przez demokratów
     Okręgi przejęte przez demokratów
     Okręgi wzięte przez republikanów
     Okręgi utrzymane przez republikanów
| Partia               | Liczba mandatów | Zmiana |
| -------------------- | --------------- | ------ |
| Partia Republikańska | 234             | -8     |
| Partia Demokratyczna | 201             | +8     |